# Exolon
Exolon — компьютерная игра, вышедшая в 1987 году. Оригинальная версия была разработана для ZX Spectrum и Amstrad CPC. В том же 1987 году игра была портирована на Commodore 64, а в 1989 году — на Amiga и Atari ST. В России имела распространение нелицензионная версия игры с загрузочной картинкой польского художника M. Stawicki.
В 2004 году версия игры для Commodore 64 была переиздана в составе устройства Commodore 64 DTV.
Версия игры для ZX Spectrum заняла 80-ю позицию в CRASH Top 100 — списке 100 лучших игр, опубликованном журналом CRASH. В момент выхода игры журнал выставил игре достаточно высокую оценку 90 %.
Игра была удостоена звания «UK number-one Spectrum game», как лучшая игра месяца (ноябрь 1987).

## Игровой процесс
Игрок управляет солдатом, вооружённым пистолетом и ракетами. Игра состоит из пяти уровней, каждый из которых представляет собой 25 отдельных экранов (скроллинга нет), содержащих различные препятствия. Всего в игре 125 экранов.
Согласно оригинальной документации, главного героя игры зовут Vitorc. В процессе игры он может получить Exolon — экзоскелет, увеличивающий огневую мощь.

## Доработки
Существует версия игры, адаптированная для поддержки режима 256-цветной графики в эмуляторах Spec256 и EmuZWin. В России игра была неофициально перенесена на отечественный бытовой компьютер Вектор-06Ц. Также была версия для другого отечественного компьютера — БК-0010.
В 2005 году «Retrospec» выпустила ремейк «Exolon DX» на игру. Ремейк имеет некоторые отличия от оригинальной игры: например, в ремейке можно начинать игру с любого пройденного уровня. В «Exolon DX» существенно новые графика и звуки, также написано несколько саундтреков.

## Оценки и мнения
Все три критика журнала «Amstrad Computer User» восторженно встретили игру и поставили одни из самых высших оценок (19, 19 и 20 из 20).
| Иноязычные издания    | Иноязычные издания | Иноязычные издания | Иноязычные издания |
| Издание               | Оценка             | Оценка             | Оценка             |
| Издание               | Amiga              | Amstrad CPC        | Atari ST           |
| --------------------- | ------------------ | ------------------ | ------------------ |
| Amstrad Computer User |                    | 19,7/20            |                    |
| Génération 4          | 64 %               |                    | 64 %               |